# Roberto Botta
Roberto Botta (Mercato San Severino, 30 giugno 1996) è un taekwondoka italiano. Agli europei di Sofia 2021 ha vinto la medaglia di bronzo nel torneo dei -87 chilogrammi. 

## Palmarès
- Europei

Sofia 2021: bronzo nei -87 kg.